# Gabriel Gómez (panamski piłkarz)
Gabriel „Gavilán” Gómez (ur. 29 maja 1984 w San Miguelito) – panamski piłkarz występujący na pozycji pomocnika. Rekordzista pod względem liczby występów w reprezentacji Panamy.

## Kariera klubowa
Gómez zawodową karierę rozpoczynał w 2001 roku w kolumbijskim klubie Envigado FC z Categoría Primera A. W 2004 roku odszedł do Deportivo Pasto, również grającego w Categoría Primera A. W 2005 roku trafił do panamskiego Tauro FC, jednak w tym samym roku wrócił do Kolumbii, gdzie został graczem zespołu Deportivo Pereira (Categoría Primera A). Po spadku tego klubu do Categoría Primera B w 2005 roku, odszedł do Independiente Santa Fe z Categoría Primera A. Spędził tam rok.
Latem 2007 roku Gómez podpisał kontrakt z portugalskim CF Os Belenenses. W Primeira Liga zadebiutował 20 sierpnia 2007 roku w zremisowanym 1:1 pojedynku z Naval. 8 października 2007 roku w wygranym 4:2 spotkaniu z Boavistą strzelił pierwszego gola w Primeira Liga. W Belenenses występował przez 3 lata.
W 2010 roku Gómez odszedł do cypryjskiego Ermis Aradipu, a w styczniu 2011 roku trafił do kolumbijskiego La Equidad występującego w Categoría Primera A. Następnie grał w Indios de Ciudad Juárez, Philadelphia Union, Atlético Junior i San Francisco FC. W 2014 przeszedł do CS Herediano. W 2016 został wypożyczony do CS Cartaginés. W 2017 roku przeniósł się do Atlético Bucaramanga. W klubie spędził 3 lata.
W 2020 roku powrócił do Panamy. Aktualnie gra w San Francisco FC.

## Kariera reprezentacyjna
W reprezentacji Panamy Gómez zadebiutował 27 czerwca 2003 roku w przegranym 1:2 meczu eliminacji Złotego Pucharu CONCACAF z Salwadorem. W 2005 roku został powołany do kadry na ten Złoty Puchar CONCACAF. Zagrał na nim w pojedynkach z Kolumbią (1:0), Trynidadem i Tobago (2:2), RPA (1:1, 5:3 w rzutach karnych), ponownie z Kolumbią (3:2) oraz Stanami Zjednoczonymi (0:0, 1:3 w rzutach karnych). Tamten turniej Panama zakończyła na 2. miejscu.
17 sierpnia 2006 roku w wygranym 2:0 towarzyskim spotkaniu z Peru strzelił pierwszego gola w drużynie narodowej. W 2007 roku ponownie wziął udział w Złotym Pucharze CONCACAF. Wystąpił na nim w 3 meczach: z Hondurasem (3:2), Kubą (2:2) i Meksykiem (0:1). Z tamtego turnieju Panama odpadła w ćwierćfinale.
W 2009 roku Gómez po raz trzeci znalazł się w drużynie na Złoty Puchar CONCACAF. Zagrał tam w spotkaniach z Gwadelupą (1:2), Meksykiem (1:1), Nikaraguą (4:0) oraz Stanami Zjednoczonymi (1:1, 1:2 po dogrywce). W meczu z Nikaraguą zdobył także bramkę. Tamten turniej Panama ponownie zakończyła na ćwierćfinale.
Wystąpił również na Złotym Pucharze CONCACAF 2011, 2013, 2015 i 2017. W 2013 zdobył srebrny medal, a w 2015 brązowy. Grał również na Copa América 2016.
Został powołany na Mistrzostwa Świata 2018. Po tym turnieju zakończył reprezentacyjną karierę. Jest rekordzistą pod względem liczby występów w reprezentacji Panamy. Ma ich na koncie 148.